# 원펀치 (2011년 영화)
《원펀치》(영어: Goon)는 캐나다에서 제작된 마이클 다우스 감독의 2011년 스포츠 코미디 영화이다. 숀 윌리엄 스콧, 리에브 슈라이버 등이 출연하였다.

## 출연
- 숀 윌리엄 스콧
- 리에브 슈라이버
- 앨리슨 필
- 제이 배러셸
- 마르크앙드레 그롱댕
- 유진 레비
- 데이비드 팻코
- 킴 코츠
- 리처드 클라킨
- 조너선 체리
- 리키 메이브
- 조르주 라라크
- 로브 웰스
- 니컬러스 캠벨

## 기타 제작진
- 총괄 제작: 마크 슬론
- 라인 제작: 하틀리 고런스틴
- 협력 제작: 아리얼 셔피어
- 세트: 앤드리아 스퍼카우스키
- 의상: 헤더 닐